# Hygrohypnum ehlei
Hygrohypnum ehlei là một loài rêu trong họ Amblystegiaceae. Loài này được Arnold Broth. mô tả khoa học đầu tiên năm 1916.